# Biggest Loser Sverige, säsong 5 (2015)
Den femte säsongen av Biggest Loser Sverige (med undertiteln Tro, hopp och kärlek) sändes 27 januari till 1 april 2015 på Sjuan, med 60 minuter långa avsnitt med reklam på tisdagar och onsdagar. Både Kristin Kaspersen och Sabina Dufberg återvände som programledare respektive tränare, med nytt sällskap av Mikael Hollsten som ersatte Mårten Nylén som tränare.

## Deltagare
| Deltagare                           | Originallag   | Par                | Singlar            | Status                | Totalt Antal Röster |
| ----------------------------------- | ------------- | ------------------ | ------------------ | --------------------- | ------------------- |
| Sara Prånge, 33, Munkfors           | Gröna laget   |                    |                    | Eliminerad Vecka 1    | 0                   |
| Yaikob Gebre, 36, Stockholm         | Turkosa laget | Eliminerad Vecka 2 | 5                  |                       |                     |
| Peter Lundin, 33, Örnsköldsvik      | Gröna laget   | Eliminerad Vecka 3 | 3                  |                       |                     |
| Johan Svensson, 29, Nybro           | Turkosa laget | Lämnade Vecka 4    | 0                  |                       |                     |
| Mathias Troedson, 41, Östra Karup   | Gröna laget   | Eliminerad Vecka 4 | 2                  |                       |                     |
| Louise Carlén, 27, Norrköping       | Gröna laget   | Ljusgrå            | Eliminerad Vecka 5 | 0                     |                     |
| Zahra Fye-Lewin, 23, Sundbyberg     | Turkosa laget | Ljusgrå            | Eliminerad Vecka 5 | 0                     |                     |
| Jonas Brodd Rolfsson, 22, Emmaboda  | Turkosa laget | Svart              | Gul                | Eliminerad Vecka 6    | 3                   |
| Sebastian Blom, 22, Växjö           | Turkosa laget | Mörkgrå            | Cyan               | Eliminerad Vecka 7    | 4                   |
| Karin Svärd, 40, Helsingborg        | Turkosa laget | Mörkgrå            | Orange             | Eliminerad Vecka 8    | 1                   |
| Sandra Svedberg, 24, Örebro         | Turkosa laget | Vit                | Ljusgrön           | Eliminerad Vecka 9    | 0                   |
| Naghmeh Ghanbarzadeh, 23, Stockholm | Gröna laget   | Vit                | Lila               | Tredje Plats Finalist |                     |
| Helena Edström, 22, Timrå           | Gröna laget   | Svart              | Röd                | Andra Plats Finalist  |                     |
| Robert Sander, 31, Norrköping       | Gröna laget   |                    | Ljusblått          | Eliminerad Vecka 1    |                     |
| Robert Sander, 31, Norrköping       | Gröna laget   | Biggest Loser 2015 | Ljusblått          |                       |                     |

1. 1 2  Robert och Sara fick en utmaning, där den som gick ned mest procentuellt efter fyra veckor hemma fick komma tillbaka till tävlingen.
2. ↑  Karin skulle ha blivit eliminerad efter vecka 4 då hon hamnade under det röda strecket, men fick stanna kvar då Johan valde att hoppa av istället.
3. 1 2  I en sprinttävling under vecka 1 fick vinnaren byta plats på två personer mellan båda lagen. Vinnaren Johan valde att byta Naghmeh mot Jonas.

## Sammanfattning
| Deltagare | Ålder | Längd | BMI före | BMI efter | Startvikt | Vecka | Vecka | Vecka | Vecka | Vecka | Vecka | Vecka | Vecka | Vecka | Final | Skillnad i vikt | Skillnad i procent |
| Deltagare | Ålder | Längd | BMI före | BMI efter | Startvikt | 1     | 2     | 3     | 4     | 5     | 6     | 7     | 8     | 9     | Final | Skillnad i vikt | Skillnad i procent |
| --------- | ----- | ----- | -------- | --------- | --------- | ----- | ----- | ----- | ----- | ----- | ----- | ----- | ----- | ----- | ----- | --------------- | ------------------ |
| Robert    | 31    | 183   | 44.4     | 25.7      | 148,6     | 139,8 |       |       |       | 125,7 | 123,5 | 120,4 | 117,3 | 113,0 | 86,0  | 62,6            | 42,13%             |
| Helena    | 22    | 166   | 46.1     | 27.1      | 126,9     | 115,6 | 113,2 | 111,4 | 108,7 | 103,4 | 101,7 | 99,7  | 97,3  | 92,5  | 74,6  | 52,3            | 41,21%             |
| Naghmeh   | 23    | 163   | 36.9     | 24.0      | 98,1      | 89,4  | 88,3  | 86,7  | 84,3  | 82,7  | 80,5  | 80,3  | 76,7  | 74,8  | 63,8  | 34,3            | 34,96%             |
| Sandra    | 24    | 164   | 47.7     | 30.3      | 128,3     | 120,1 | 117,1 | 113,4 | 110,3 | 107,0 | 103,9 | 100,4 | 97,6  | 96,8  | 81,6  | 46,7            | 36,40%             |
| Karin     | 40    | 184   | 41.1     | 27.8      | 139,2     | 130,2 | 126,1 | 125,5 | 124,8 | 121,5 | 118,1 | 112,4 | 110,2 |       | 94,2  | 45,0            | 32,33%             |
| Sebastian | 22    | 178   | 47.3     | 27.4      | 149,8     | 138,4 | 133,0 | 131,3 | 124,7 | 122,8 | 118,6 | 116,9 |       |       | 86,9  | 62,9            | 41,99%             |
| Jonas     | 22    | 184   | 43.0     | 36.0      | 145,5     | 135,1 | 132,0 | 130,7 | 126,7 | 123,9 | 122,0 |       |       |       | 122,0 | 23,5            | 16,15%             |
| Zahra     | 23    | 164   | 45.5     | 31.7      | 122,4     | 113,5 | 110,8 | 110,3 | 107,4 | 105,3 |       |       |       |       | 85,3  | 37,1            | 30,31%             |
| Louise    | 27    | 169   | 49.4     | 32.8      | 141,1     | 131,7 | 128,5 | 126,3 | 123,7 | 121,5 |       |       |       |       | 93,8  | 47,3            | 33,52%             |
| Mathias   | 41    | 184   | 54.9     | 41.6      | 185,8     | 172,1 | 166,0 | 161,8 | 160,1 |       |       |       |       |       | 141,0 | 44,8            | 24,11%             |
| Johan     | 29    | 195   | 42.6     | 27.9      | 162,1     | 150,4 | 146,5 | 142,9 | 140,2 |       |       |       |       |       | 106,2 | 55,9            | 34,48%             |
| Peter     | 33    | 186   | 64.7     | 57.3      | 224,0     | 213,3 | 208,5 | 208,8 |       |       |       |       |       |       | 198,1 | 25,9            | 11,56%             |
| Yaikob    | 36    | 190   | 51.5     | 33.5      | 186,0     | 173,5 | 169,9 |       |       |       |       |       |       |       | 121,0 | 65,0            | 34,95%             |
| Sara      | 33    | 166   | 52.9     | 37.7      | 145,7     | 136,3 |       |       |       | 125,5 |       |       |       |       | 104,0 | 41,7            | 28,62%             |

Lagfärger
     Sabina Dufbergs originallag som tränare.
     Mikael Hollstens originallag som tränare.
Resultat
     Högst viktnedgång procentuellt den veckan.
     Högst viktnedgång procentuellt den veckan och med immunitet.
     Immunitet (från tävling, invägning eller lagledarroll)
     Resultat från hemmadeltagare.
BMI
     Undervikt (mindre än 18.5 BMI)
     Normal (18.5 – 24.9 BMI)
     Övervikt (25 – 29.9 BMI)
     Fetma, klass I (30 – 34.9 BMI)
     Fetma, klass II (35 – 39.9 BMI)
     Fetma, klass III (större än 40 BMI)
Vinnare
     Vinnare av Biggest Loser och 250 000kr (av finalisterna).
     Vinnare av hemmapriset på 100 000kr (av de eliminerade deltagarna).

## Viktskillnadshistorik
| Deltagare | Vecka | Vecka | Vecka | Vecka | Vecka | Vecka | Vecka | Vecka | Vecka | Final |
| Deltagare | 1     | 2     | 3     | 4     | 5     | 6     | 7     | 8     | 9     | Final |
| --------- | ----- | ----- | ----- | ----- | ----- | ----- | ----- | ----- | ----- | ----- |
| Robert    | −8,8  | −14,1 | −14,1 | −14,1 | −14,1 | −2,2  | −3,1  | −3,1  | −4,3  | −27,0 |
| Helena    | −11,3 | −2,4  | −1,8  | −2,7  | −5,3  | −1,7  | −2,0  | −2,4  | −4,8  | −17,9 |
| Naghmeh   | −8,7  | −1,1  | −1,6  | −2,4  | −1,6  | −2,2  | −0,2  | −3,6  | −1,9  | −11,0 |
| Sandra    | −8,2  | −3,0  | −3,7  | −3,1  | −3,3  | −3,1  | −3,5  | −2,8  | −0,8  | −15,2 |
| Karin     | −9,0  | −4,1  | −0,6  | −0,7  | −3,3  | −3,4  | −5,7  | −2,2  | −16,0 | −16,0 |
| Sebastian | −11,4 | −5,4  | −1,7  | −6,6  | −1,9  | −4,2  | −1,7  | −30,0 | −30,0 | −30,0 |
| Jonas     | −10,4 | −3,1  | −1,3  | −4,0  | −2,8  | −1,9  | ±0,0  | ±0,0  | ±0,0  | ±0,0  |
| Zahra     | −8,9  | −2,7  | −0,5  | −2,9  | −2,1  | −20,0 | −20,0 | −20,0 | −20,0 | −20,0 |
| Louise    | −9,4  | −3,2  | −2,2  | −2,6  | −2,2  | −27,7 | −27,7 | −27,7 | −27,7 | −27,7 |
| Mathias   | −13,7 | −6,1  | −4,2  | −1,7  | −19,1 | −19,1 | −19,1 | −19,1 | −19,1 | −19,1 |
| Johan     | −11,7 | −3,9  | −3,6  | −2,7  | −34,0 | −34,0 | −34,0 | −34,0 | −34,0 | −34,0 |
| Peter     | −10,7 | −4,8  | +0,3  | −10,7 | −10,7 | −10,7 | −10,7 | −10,7 | −10,7 | −10,7 |
| Yaikob    | −12,5 | −3,6  | −48,9 | −48,9 | −48,9 | −48,9 | −48,9 | −48,9 | −48,9 | −48,9 |
| Sara      | −9,4  | −10,8 | −10,8 | −10,8 | −10,8 | −21,5 | −21,5 | −21,5 | −21,5 | −21,5 |

## Elimineringshistorik
| Deltagare | Vecka | Vecka  | Vecka | Vecka   | Vecka | Vecka  | Vecka     | Vecka | Vecka | Final         |
| Deltagare | 1     | 2      | 3     | 4       | 5     | 6      | 7         | 8     | 9     | Final         |
| --------- | ----- | ------ | ----- | ------- | ----- | ------ | --------- | ----- | ----- | ------------- |
| Robert    | X     |        |       |         |       | Helena | Sebastian | Karin | X     | Biggest Loser |
| Helena    | X     |        | X     | Mathias | X     | X      | Sebastian | X     | X     | Andra plats   |
| Naghmeh   | X     |        | Peter | Mathias | X     | Jonas  | X         | X     | X     | Tredje plats  |
| Sandra    |       | Yaikob |       | X       | X     | Jonas  | Sebastian |       | X     |               |
| Karin     |       | Yaikob |       | X       | X     | Jonas  | Sebastian | X     |       |               |
| Sebastian |       | Yaikob |       | X       | X     | Helena | X         |       |       |               |
| Jonas     |       | Yaikob |       | X       | X     | X      |           |       |       |               |
| Zahra     |       | X      |       | X       | X     |        |           |       |       |               |
| Louise    | X     |        | Peter | X       | X     |        |           |       |       |               |
| Mathias   | X     |        | Peter | X       |       |        |           |       |       |               |
| Johan     |       | Yaikob |       | X       |       |        |           |       |       |               |
| Peter     | X     |        | X     |         |       |        |           |       |       |               |
| Yaikob    |       | X      |       |         |       |        |           |       |       |               |
| Sara      | X     |        |       |         |       |        |           |       |       |               |

     Giltig röst.

     Rösten behövdes inte räknas på grund av en majoritetsröstning.

     Hade immunitet och kunde inte bli eliminerad.

 X  Hamnade under gula linjen och blev nominerad, kunde ej rösta.

 X  Hamnade under röda linjen och blev automatisk eliminerad.

 X  Undvek eliminering inom laget eller från det röda strecket.

 X  Valde att lämna slottet och tävlingen.

     Klarade sig från eliminering och behövde inte rösta.

     Eliminerad eller inte i tävlingen.

     Vinnare av 250 000kr (av finalisterna).
1. ↑  Karin skulle ha blivit eliminerad efter vecka 4 då hon hamnade under det röda strecket, men fick stanna kvar då Johan valde att hoppa av istället.

## Tittarsiffror
| Avsnitt | Datum            | TV-tittare |
| ------- | ---------------- | ---------- |
| 1       | 27 januari 2015  | 426 000    |
| 2       | 28 januari 2015  | 501 000    |
| 3       | 3 februari 2015  | 394 000    |
| 4       | 4 februari 2015  | 429 000    |
| 5       | 10 februari 2015 | 348 000    |
| 6       | 11 februari 2015 | 395 000    |
| 7       | 17 februari 2015 | 307 000    |
| 8       | 18 februari 2015 | 294 000    |
| 9       | 24 februari 2015 | 319 000    |
| 10      | 25 februari 2015 | 333 000    |
| 11      | 3 mars 2015      | 263 000    |
| 12      | 4 mars 2015      | 313 000    |
| 13      | 10 mars 2015     | 275 000    |
| 14      | 11 mars 2015     | 330 000    |
| 15      | 17 mars 2015     | 315 000    |
| 16      | 18 mars 2015     | 306 000    |
| 17      | 24 mars 2015     | 280 000    |
| 18      | 25 mars 2015     | 296 000    |
| 19      | 31 mars 2015     | 448 000    |
| 20      | 1 april 2015     | 445 000    |

Källa: MMS

## Källhänvisningar
1. ↑  ”MMS”. Arkiverad från originalet den 16 april 2014. https://web.archive.org/web/20140416190856/http://mms.se/hottop/hottop.asp. Läst 7 augusti 2015.